# HD 93129A
A HD 93129A az egyik legfényesebb csillag a Tejútrendszerben. Ez egy nagyon fiatal kék hiperóriás, az O-típusú hiperóriás a fényes NGC 3372 ködben található mintegy 7500 fényévre a Földtől. (Abban a ködben egyéb hajdan szuperfényes csillag is található, az Éta Carinae.)
A HD 93129A valójában egy fényesebb bináris rendszer tagja, halványabb társa is O3 Ia szuperóriás (HD 93129B), a teljes rendszer 200 naptömegű.